# Inoue Hikaru
Inoue Hikaru est un nom japonais traditionnel ; le nom de famille (ou le nom d'école), Inoue, précède donc le prénom (ou le nom d'artiste).
Le baron Inoue Hikaru (井上光) (30 novembre 1851 - 7 décembre 1908) est un général de l'armée impériale japonaise.

## Biographie
Dernier fils de la famille Moriwaki du domaine d'Iwakuni (actuelle préfecture de Yamaguchi), Inoue est plus tard adopté par le clan Inoue. En tant que jeune samouraï, il rejoint la milice du clan, la Seigitai, et combat durant la guerre de Boshin de la restauration de Meiji contre le shogunat Tokugawa.
Il rejoint la nouvelle armée impériale japonaise en mai 1871 et sert comme commandant de bataillon puis sert à l'État-major de la garde impériale du Japon à partir de septembre 1874. Il sort diplômé de l'établissement prédécesseur de l'académie de l'armée impériale japonaise en septembre 1875, est assigné au 12e régiment d'infanterie de la garnison d'Hiroshima comme commandant de bataillon et est promu major en juillet 1876. En 1877, Inoue participe à la répression de la rébellion de Satsuma puis sert dans l'État-major de la garnison de Kumamoto, de la garnison de Nagoya et est promu lieutenant-colonel et commandant du 1er régiment d'infanterie en mai 1885. En novembre 1888, il est promu colonel. En septembre 1889, Inoue est chef d'État-major de la 3e division. En février 1894, il est envoyé six mois en Europe et revient au Japon en octobre 1894 pour devenir chef d'État-major de la 2e armée durant la première guerre sino-japonaise. Après sa promotion de major-général en mai 1895, Inoue devient commandant de la 3e division en 1898 et est promu lieutenant-général en mars 1899 puis commandant de la 12e division. En novembre 1903, il est décoré de l'ordre du Trésor sacré (1re classe).
Inoue continue de commander la 12e division au début de la guerre russo-japonaise, participant à presque tous les engagements majeurs de la bataille du fleuve Yalou à la bataille de Mukden. Après la guerre, en juillet 1906, il est transféré à la tête de la 4e division et décoré du Grand cordon de l'ordre du Soleil levant et de l'ordre du Milan d'or (2e classe). Il reçoit aussi le titre de baron (danshaku) selon le système de noblesse kazoku en septembre 1907. En août 1908, il est promu général. Il meurt en décembre de la même année.